# Teatro de los Andes
El Teatro de los Andes, es una compañía boliviana de teatro, que tiene como característica principal, el trabajo y la creación colectiva de las obras que presentan, donde todos, director y actores, aportan para lograr que la obra sea original. Fue fundado por César Brie en agosto de 1991, y tiene su sede en Yotala, cerca de Sucre, Bolivia. Su colaborador y amigo Giampaolo Nalli lo siguió en la aventura y aunque no era actor,  juntos contribuyeron a crear una experiencia única, en el teatro contemporáneo boliviano. Tanto el director como los actores, aportan en la creación de la obra; desde elementos de la puesta en escena, escenografía, la propuesta musical y la dramaturgia.

## Historia
Desde sus comienzos el Teatro de los Andes, realizó encuentros y talleres sobre teatro y en su hacienda de Yotala, hospeda otros artistas y grupos teatrales. Además, ha trabajado con artistas de diferentes partes del mundo.
Al principio, César Brie, Giampaolo Nalli y Naira González, hija del titiritero Edgar Darío Gonzáles que fundó en el 70-80 el Teatro Runa; ayudaron a reconstruir la Hacienda Lourdes, en Yotala para dedicarse en cuerpo y alma al teatro. Con el dinero que tenían levantaron la sala de teatro y compraron un medio de transporte.
En ese periodo llegaron también, María Teresa Dal Pero y Filippo Plancher desde Italia y Emilio Martínez, quienes eran alumnos de César Brie. Luego se sumaron dos jóvenes de 18 años en esa época, Gonzalo Callejas y Lucas Achirico del Alto. Con ellos crearon la primera obra boliviana “Colón”.
El director César Brie, dejó  del elenco en 2010, pero el grupo continuó con Giampaolo Nalli, como Coordinador General, Gonzalo Callejas (Responsable Artístico, Actor, Escenógrafo), Lucas Achirico (Responsable Musical,  Actor), Alice Padilha Guimaraes (Responsable Pedagógica,  Actriz).

## Espectáculos
Los espectáculos que la compañía ha realizado son:
- El mar en el bolsillo, 1989, Pontedera,  Italia,
- Romeo y Julieta, 1990, Italia
- Colón, 1992, Yotala, Bolivia.
- La leyenda de un pueblo que perdió el mar, 1992. Yotala, Bolivia
- Cancionero del mundo, 1993, Yotala, Bolivia (primera versión).
- Sólo los giles mueren de amor, 1993, Yotala, Bolivia
- La muerte de Jesús Mamani, 1994, Yotala, Bolivia.
- Ubu en Bolivia, 1994, Yotala, Bolivia
- Desde lejos, 1994, Yotala, Bolivia.
- Las abarcas del tiempo, 1995, Yotala, Bolivia.
- Juan Darién, 1996, Yotala, Bolivia.
- En la cueva del lobo, 1998, Yotala, Bolivia.
- Graffiti, 1999, Yotala, Bolivia.
- La Ilíada, 2000, Yotala, Bolivia.
- El Cíclope, 2002, Yotala, Bolivia
- Frágil, 2002, Yotala, Bolivia
- La mujer de anteojos, 2003, Yotala, Bolivia
- En un sol amarillo, 2004, Yotala Bolivia
- Otra vez Marcelo, 2005, Yotala Bolivia
- 120 kilos de jazz, 2006, Sucre, Bolivia
- ¿Te duele?: 2007, Sucre, Bolivia
- Odisea: 2008, Yotala- Sucre, Bolivia
- Odisea, Puebla, México[5]
- Hamlet, de los Andes: 2012, Festival Santiago a Mil, Santiago de Chile, Chile Dirección: Diego Aramburo y Teatro de los Andes
- Mar: 2014,  Dirección: Aristides Vargas y Teatro de los Andes, Dramaturgia: Aristides Vargas

## Publicaciones
- Cinco números de la revista de artes escénicas “El tonto del pueblo”. 1995-2000
- César Brie e il Teatro de los Andes. Ubu libri, Italia. A cura di Fernando Marchiori (2002)
- Dentro un sole Giallo. 2005. Editorial Titivillus. Italia. A cura di Fernando Marchiori.
- Libretos con los textos de:
- La Ilíada (2000)
- Frágil (2002)
- En un sol amarillo, Memorias de un temblor (2004)
- Otra vez Marcelo (2005)
- 120 kilos de jazz (2006)
- ¿Te duele? (2007)

## Galardones
- Premio Gallo de La Habana 2014
- Premio Teatro del Mundo 2014
- La UBA y el Centro Cultural Rector Ricardo Roja, otorgaron a la obra ¨HAMLET, de los Andes¨ del Teatro de los Andes, Director Diego Aramburo, el premio Teatro del Mundo 2014 como mejor espectáculo Extranjero.